# Duke Kunshan University
Duke Kunshan University – położona w Kunshan (Chiny) instytucja partnerska światowej klasy Duke University (5. miejsce w rankingu Wall Street Journal / Times Higher Education College Rankings) oraz Wuhan University (9. miejsce w 2021 Best Chinese Universities Ranking).

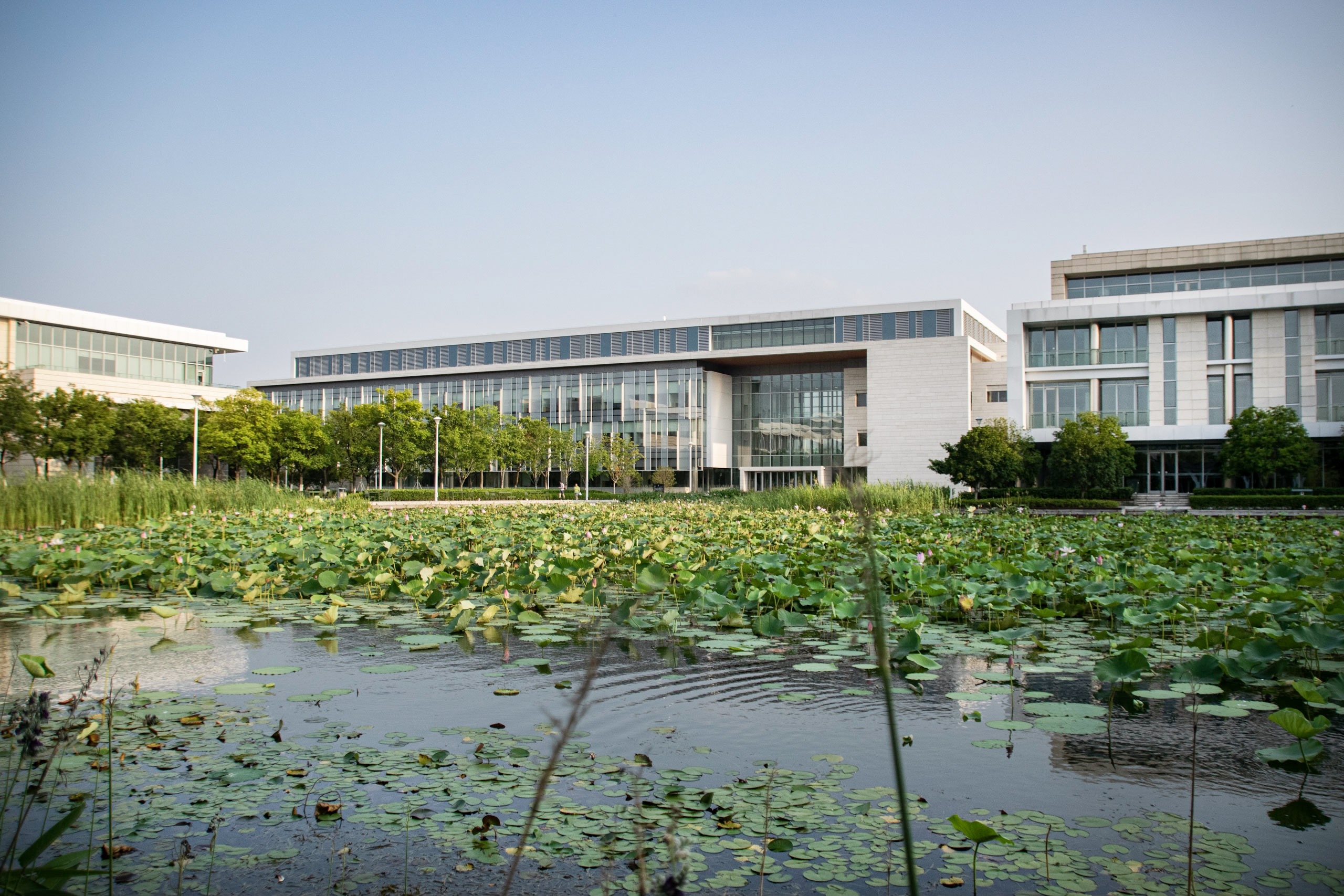
Nowoczesny kampus Duke Kunshan University

Panorama uniwersytetu